# Горње Вишњевице
Горње Вишњевице је насељено место у Босни и Херцеговини у општини Коњиц у Херцеговачко-неретванском кантону које административно припада Федерацији Босне и Херцеговине. Према попису становништва из 1991. у насељу је живјело 192 становника.

## Географија
Налази се на планини Битовњи, северно од Коњица.

## Становништво
По последњем службеном попису становништва из 1991. године, у насељу Горње Вишњевице живело је 278 становника. Становници су претежно били Муслимани.
| Националност | 1991.        | 1981. | 1971. |
| Муслимани    | 169 (60,79%) |       |       |
| Хрвати       | 109 (39,21%) |       |       |
| Укупно       | 278          |       |       |